# Seddouk (distrito)
Seddouk é um distrito localizado na província de Bugia, Argélia, e cuja capital é a cidade de mesmo nome, Seddouk. Em 2008, a população total do distrito era de 46 239 habitantes.[carece de fontes?]

## Municípios
O distrito está dividido em quatro comunas:
- Amalou
- M'cisna
- Bouhamza
- Seddouk